# Boeri
I boeri (dall'olandese boer, AFI: [buːr], traducibile letteralmente in "contadino" o "fattore") sono una popolazione sudafricana di origine per lo più olandese, ma anche francese, tedesca e britannica, di lingua Afrikaans e, tradizionalmente, di religione protestante; essi discendono dai coloni che si stabilirono nella zona del Capo di Buona Speranza nel XVII secolo, per poi diffondersi nel resto dell'attuale nazione nel corso del XIX secolo, fino a fondare, nella seconda metà dell'Ottocento, le repubbliche autonome dello Stato Libero dell'Orange e del Transvaal (le cosiddette Repubbliche boere).

## Storia

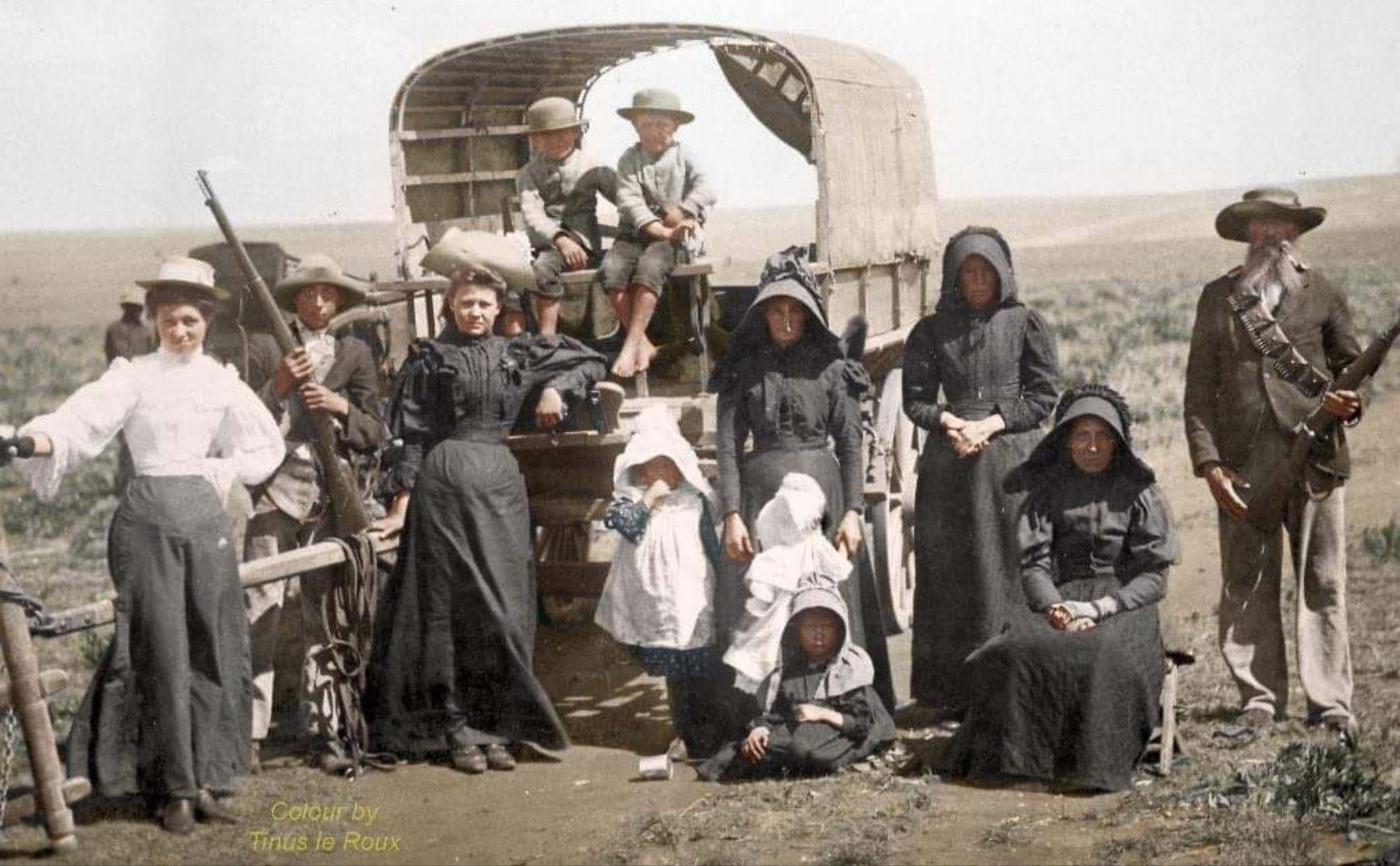
Famiglia boera che viaggia su carro coperto intorno al 1900

I principali motivi che li indussero a lasciare il Capo per addentrarsi nell'entroterra furono il desiderio di sottrarsi al dominio britannico (che reclamava il Sudafrica come propria colonia) e quello di scampare alle continue guerre di espansione che il Regno Unito conduceva contro le tribù native sulle frontiere orientali e settentrionali del Paese. Il termine è spesso usato come sinonimo di afrikaner, che tuttavia designa, più genericamente, tutti i bianchi di lingua afrikaans. L'esodo dei boeri, determinato dalla volontà di sfuggire all'assoggettamento britannico, portò alla creazione delle due Repubbliche dell'Orange (1845) e del Transvaal (1852). Quando negli anni '60 emersero - nella zona del Transvaal - giacimenti significativi di diamanti, proprio allora maturò una prima ragione per il ricorso alle armi.
Il capitolo della prima guerra boera (1880-1881), fondata su motivi di natura limpidamente economica, si concluse con il mantenimento dell'autonomia e con la vittoria della Repubblica sui britannici. La seconda guerra boera, il cui fattore scatenante risiede nell'humus dell'interesse economico da un lato (giacimenti auriferi, questa volta) e dell'imposizione ai forestieri britannici (passati alla storia con l'appellativo di uitlanders) di un regime di semi-schiavitù dall'altro, si protrasse dal 1899 al 1902 e si concluse con la vittoria della Gran Bretagna (appoggiata anche dal primo ministro della Colonia del Capo, Cecil Rhodes). Durante la guerra molti boeri vennero internati in campi di concentramento e morirono di stenti.
L'esito, sebbene la resistenza boera non sia scemata nel corso del tempo, fu quello dell'annessione del Transvaal e dell'Orange all'Impero britannico. Il 1910, però, è l'anno che segna una svolta interessante: le due aree dell'Orange e del Transvaal vennero inglobate, insieme alla Colonia del Capo, nella cosiddetta Unione Sudafricana, poi parte del Commonwealth delle nazioni.
Con il tempo i Boeri recuperarono la loro influenza a discapito degli inglesi sudafricani.
I Boeri esercitarono un ruolo fondamentale nella storia del Sudafrica fino alla fine del XX secolo, in particolar modo tra il 1961 e il 1994, quando il Paese, già criticato per le sue posizioni discriminatorie contro le popolazioni non bianche, fu indotto a uscire dal Commonwealth su pressione di alcuni suoi membri, Canada in testa, per costituirsi in repubblica indipendente sotto la guida di Hendrik Verwoerd, che istituì il regime di separazione razziale noto come apartheid.
I Boeri riuscirono così, pur essendo solo il 5% della popolazione complessiva del Sudafrica e il 60 % della minoranza bianca, a ottenere la propria parte nella dirigenza della nazione (assieme alla più numerosa minoranza anglosassone), facendo diventare l'afrikaans la seconda lingua ufficiale della nazione e conducendo il Sudafrica a livelli di benessere (limitatamente alla sua popolazione bianca) paragonabili a quelli occidentali. Dall'abrogazione dell'apartheid e la fine del sistema discriminatorio per razze in favore di un ordinamento dello Stato basato sul suffragio universale, l'influenza degli afrikaner sulla vita politica sudafricana è enormemente diminuita, a causa della loro inferiorità numerica rispetto ad etnie quali gli zulu e gli xhosa.

## Repubbliche boere
- Repubblica dello Stato Libero di Orange 1836-1848, 1854-1902
- Repubblica Sudafricana o del Transvaal 1844-1902
- Repubblica Winburg a Lijdenburg 1856-1860
- Repubblica di Utrecht 1852-1858
- Nuova Repubblica a Vrijheid 1884-1888
- Repubblica di Klein Vrijstaad 1886-1891
- Territorio del Griqualand di Griquastad 1813-1880
- Territorio di Koks Land a Campbell 1813-1857
- Repubblica di Klipdrift 1870 (luglio-dicembre)
- Territorio di Adam Kok a Philippopolis 1825-1861
- Territorio di Griqualand di Kokstad 1861-1874
- Repubblica di Goshen 1848-1877, 1882-1884
- Repubblica dello Stellaland 1883-1885
- Repubblica di Natalia e Nuova Olanda 1837-1843
- Nuova Repubblica Sudafricana 1884-1902
- Repubblica di Wimburg Potchefstroom a Lijdenburg 1837-1846, 1856-1860
- Repubblica del Fiume Klip 1847-1848